# Атлетика на Летњим параолимпијским играма 2016 — 100 метара за жене T42
Трка на 100 метара у класи 42 за жене, била је једна од 29 дисциплина атлетског програма на Летњим параолимпијским играма 2016. у Рио де Жанеиру, Бразил. Такмичење је одржано 17. септембра на Олимпијском стадиону Жоао Авеланж.

## Земље учеснице
Учествовало је 12 такмичарки из 8 земаља.
1. Белгија (1)
2. Бразил (1)
3. Италија (2)
4. Јапан (2)
5. Куба (1)
6. Немачка (2)
7. САД (2)
8. Уједињено Краљевство (1)

## Рекорди пре почетка такмичења
(стање 8. септембра 2016.)
| Рекорди пре почетка Параолимпијских игара 2016.     | Рекорди пре почетка Параолимпијских игара 2016. | Рекорди пре почетка Параолимпијских игара 2016. | Рекорди пре почетка Параолимпијских игара 2016. | Рекорди пре почетка Параолимпијских игара 2016. | Рекорди пре почетка Параолимпијских игара 2016. |
| --------------------------------------------------- | ----------------------------------------------- | ----------------------------------------------- | ----------------------------------------------- | ----------------------------------------------- | ----------------------------------------------- |
| Светски рекорд                                      | 14,61                                           | Мартина Кајрони                                 | Италија                                         | Доха, Катар                                     | 30. октобар 2015.                               |
| Параолимпијски рекорд                               | 15,87                                           | Мартина Кајрони                                 | Италија                                         | Лондон, Уједињено Краљевство                    | 6. септембар 2012.                              |
| Рекорди после завршених Параолимпијских игара 2016. |                                                 |                                                 |                                                 |                                                 |                                                 |
| Параолимпијски рекорд                               | 14,80                                           | Мартина Кајрони                                 | Италија                                         | Рио де Жанеиро, Бразил                          | 17. септембар 2016.                             |

## Сатница
| Датум               | Време | Ниво               |
| ------------------- | ----- | ------------------ |
| 17. септембар 2016. | 11:56 | Квалификације (Г1) |
| 17. септембар 2016. | 12:02 | Квалификације (Г2) |
| 17. септембар 2016. | 19:52 | Финале             |

Сва времена су по локалном времену (UTC+3)

## Освајачи медаља
|                           |                      |                                      |
| Мартина Кајрони · Италија | Ванеса Лоу · Немачка | Моница Грациана Контрафато · Италија |

## Резултати

#### Квалификације
Квалификације су одржане 17.9.2016. годину у 11:56 и 12:02. Такмичарке су биле подељене у две групе. У финале су се пласирале прве три такмичарке из сваке групе и 2 на основу резултата.,,
| Пласман | Група | Атлетичарка                | Земља                | Класа | ЛР    | ЛРС   | Резултат | Белешка |
| ------- | ----- | -------------------------- | -------------------- | ----- | ----- | ----- | -------- | ------- |
| 1.      | 1     | Мартина Кајрони            | Италија              | Т42   | 14,61 | 15,49 | 14,80    | КВ, ПР  |
| 2.      | 2     | Ванеса Лоу                 | Немачка              | Т42   | 15,41 | 15,85 | 15,76    | КВ, ЛРС |
| 3.      | 2     | Моника Грациана Контрафато | Италија              | Т42   | 16,43 | 16,43 | 16,20    | КВ, ЛР  |
| 4.      | 2     | Ана Клаудија Силва         | Бразил               | Т42   | 16,27 | 17,04 | 16,42    | КВ, ЛРС |
| 5.      | 1     | Скоут Басет                | САД                  | Т42   | 16,52 | 16,52 | 16,53    | КВ      |
| 6.      | 1     | Јана Шмит                  | Немачка              | Т42   | 16,01 | 16,94 | 16,70    | КВ, ЛРС |
| 7.      | 1     | Каеде Маегава              | Јапан                | Т42   | 17,31 | 17,31 | 17,24    | кв, ЛР  |
| 8.      | 2     | Хитоми Ониши               | Јапан                | Т42   | 16,90 | 16,90 | 17,24    | кв      |
| 9.      | 1     | Џули Роџерс                | Уједињено Краљевство | Т42   | 16,87 | 16,87 | 17,41    |         |
| 10.     | 2     | Лејси Хендерсон            | САД                  | Т42   | 17,54 | 17,54 | 18,48    |         |
| 11.     | 1     | Livia De Clercq            | Белгија              | Т42   | 19,14 | 19,14 | 19,85    |         |
|         | 2     | Малу Перез Исер            | Куба                 | Т42   | 18,26 | 18,26 | НС       |         |

### Финале
Такмичење је одржано 17.9.2016. годину у 19:52,,
| Пласман | Атлетичарка                | Земља   | Класа | Резултат | Белешка |
| ------- | -------------------------- | ------- | ----- | -------- | ------- |
|         | Мартина Кајрони            | Италија | Т42   | 14,97    |         |
|         | Ванеса Лоу                 | Немачка | Т42   | 15,17    | ЛР      |
|         | Моника Грациана Контрафато | Италија | Т42   | 16,30    |         |
| 4.      | Ана Клаудија Силва         | Бразил  | Т42   | 16,43    |         |
| 5.      | Скоут Басет                | САД     | Т42   | 16,66    |         |
| 6.      | Јана Шмит                  | Немачка | Т42   | 16,84    |         |
| 7.      | Каеде Маегава              | Јапан   | Т42   | 17,39    |         |
| 8.      | Хитоми Ониши               | Јапан   | Т42   | 17,51    |         |